# Chang Eun-Kyung
Chang Eun-Kyung, född den 26 maj 1951 och död den 3 december 1979, var en sydkoreansk judoutövare.
Han tog OS-silver i herrarnas lättvikt i samband med de olympiska judotävlingarna 1976 i Montréal.